# Wülfershausen
Wülfershausen ou Wülfershausen an der Saale é um município da Alemanha, situado no distrito de Rhön-Grabfeld, no estado da Baviera. Tem 18,12 km² de área, e sua população em 2019 foi estimada em 1.472 habitantes.